# Стефан Кънчев (кмет)
Стефан Кънчев Иванов е български политик, деец на БКП, председател на ИК на ГНС Михайловград през периода юли 1971 – април 1978 г., първи секретар на градския комитет на БКП /1978 – 1986 г./, общински и окръжен съветник.

## Биография
Роден е на 18 август 1931 г. във Фердинанд в занаятчийско семейство. Баща му Кънчо Ив. Колчовски е преселник от с. Лешница, Ловешко, упражнявал грънчарски занаят, активен член на БКП, участник в Септемврийското въстание 1923 г. Майка му Йордана Кънчева умира рано и за него се грижи втората съпруга на баща му – Хрисимка Кастрева. Основно образование получава в родния си град, а средно образование в Търговската гимназия в града. Член е на РМС от 1945 г., по-късно на ДКМС. Започва работа в ДИП „Борис Стоилов“ през 1949 г. Избран е за първи секретар на ГК на ДКМС. През 1950 г. постъпва курсант във Военно-политическо училище „Й. Сталин“ и е произведен в офицерски чин. След завършване на училището е назначен за пропагандист в ХХІ полк, X дивизия в Граф Игнатиево, Пловдивско. Уволнява се през 1954 г. и е избран за първи секретар на ГК на ДКМС в Михайловград, работи в Околийския комитет на ДКМС, а след 1959 г. е секретар на Окръжния комитет на ДКМС по организационните въпроси. През 1967 г. завършва задочно висше образование по специалността „история“ в СУ „Климент Охридски“. От 1971 до 1978 г. е председател на ИК на ГНС Михайловград. През 1978 г. е избран за първи секретар на ГК на БКП и остава на този пост до 1986 г. След освобождаването му е назначен за началник на Районна инспекция по опазване на околната среда за районите Михайловград и Видин. Бил е съветник в общински и окръжен народен съвет в града. Пенсионира се през януари 1992 г. Награден е с Орден „Червено знаме на труда“, „Народен орден на труда“ – златен и други награди. Умира през ноември 2015 г.

## Политическа дейност
След проведените избори на 27 юни 1971 г. за народни съвети, народни съдии и съдебни заседатели, на 3 юли с.г. на сесия на ГНС Михайловград по предложение на ГК на БКП е приет новият състав на ИК на ГНС с председател Стефан Кънчев и заместник-председатели: Благой Чубриев, Йосиф Цеков и Рангел Спасов. На 10 юли 1971 г. е проведено първото заседание на ИК на ГНС с председател Стефан Кънчев за приемане на бюджета на ГНС за 1972 г. Сред по-важните моменти от дейността на ГНС и общината през първия мандат на Стефан Кънчев (1971 – 1973 г.) е обсъждането и приемането на модел за социално-икономическо развитие на Михайловград за периода 1971 – 1990 г. (1971 г.) и преминаването на града и общината от 1 ноември 1973 г. към петдневна работна седмица и намалено работно време. След поредните избори на 13 януари 1974 г., на 20 януари с.г. е проведена учредителна сесия на ГНС за следващия мандат 1974 – 1976 г. Новият ИК се състои от 11 души с председател Стефан Кънчев и заместник-председатели: Асен Вачков, Йосиф Цеков, Рангел Спасов и Димитър Лалов. Отново след избори за общински съветници на 30 май 1976 г. е проведена следващата учредителна сесия на ГНС на 4 юни с. г. за мандат 1976 – 1978 г., за председател е избран Стефан Кънчев.
При управлението на Стефан Кънчев (1971 – 1978 г.) ГНС отделя основно внимание на развитието на промишлеността, с високи темпове се развиват машиностроенето и леката промишленост. Влизат в действие нови производствени мощности в завода за акумулатори, завод „Мир“, обувна фабрика и др. В резултат на усилията на отдел „Планово-стопански“ на ГНС се увеличава обема на промишлената продукция, нараства производителността на труда, въведени са нови изделия и технологии. През 70-те години в града са създадени значителни предприятия като завод „23 септември“ за производство на фитинги, Предприятие за безалкохолни напитки и минерални води, Обединени керамични заводи (1971 г.), завод за подова керамика (1973 г.). Започват своята дейност нови производства: запалена е първата пещ на завода за подова керамика, пуснати са първите 10 000 вретена на Камгарната предачница (1974 г.). В производствената дейност на предприятията се допускат и слабости: неефективна експлоатация на машините и съоръженията и не винаги добро качество на промишлените изделия. Една част от произвежданата продукция не е на световно равнище и не може да бъде реализирана на пазара.
В строителната дейност се извършва мащабно промишлено, комунално-битово и жилищно строителство, строят се множество жилищни и производствени сгради, които променят облика на града. При управлението на Стефан Кънчев е завършено изграждането на заводите „Мир“ и „Аналитик“, Свинекомплекса и Птицекомбината. Изграждат се новите заводи: за Подова керамика; за фитинги; Камгарна предачница; завод за инструменти и нестандартно оборудване; Птицекланица. Извършва се разширение на завод „Балкан“, продължава строителството на язовир „Михайловград“ (Огоста). В жилищното строителство се строят жилищни блокове в новите комплекси „Пъстрина“ и „Плиска“, започва изграждането на жк „Аврора“ с 4 жилищни блока и на комплексите „Младост-1“ и „Младост – 2“. Ежегодно се предават в експлоатация средно по 150 – 200 апартамента. Направена е първата копка за разширение на Домостроителния комбинат с инсталация за производство на 1000 апартамента годишно (1975 г.), получена е инсталация за пакетоповдигащи се плочи – нов метод на индустриално строителство. В областта на училищното строителство са построени детски градини и ясли, сгради на училището по електропромишленост, на V основно училище и ученическо общежитие с 200 легла. Пуснати в експлоатация са обекти от културно-битов характер: Полиграфически комбинат; битов комбинат и др. Започва строителството на сгради за Драматичен театър и хотел „Житомир“, Дом на техниката, Градска поликлиника. Създадени са две нови стопански организации – СД „Изграждане на населените места“ за осъществяване на ръководство на изпълнители и инвеститори в строителната дейност (1972 г.) и СП „Благоустройство и комунално стопанство“ за извършване на ниско строителство и комунална дейност (1977 г.). При осъществяване на значителната строителна програма се срещат трудности и проблеми – ежегодно неизпълнение на обема за жилищно строителство, липса на добра организация, пропуски в снабдяването, недостатъчно нови машини и квалифицирани работници и непълна проектосметна документация.
В благоустрояването през този период са приети общ градоустройствен план на града (1974 г.), планове на жилищните комплекси „Пъстрина“ и „Аврора“ и план на промишлената зона. Одобрени са идейно-застроителни и регулационни планове на жк „Младост“ за 3750 апартамента (1974 г.) и на централната част на града. Завършен е пешеходния мост на р. Огоста, направен е ремонт на езерото в парк „Септемврийци“ (“Монтанезиум“), извършена е реконструкция на градската градина с изграждане на фонтан и преасфалтиране на алейте. Продължава изграждането на градската инфраструктура – над 40% от уличните платна са реконструирани и асфалтирани, ускорено се изгражда водопроводната и канализационната мрежа, коригирано е дере „Парта“. Подменено е осветлението в парковете и в централната част на града, осветени са входно-изходните артерии, благоустроен е района на жп гарата и бул. „Хаджи Димитър“. Изгражда се пешеходен тунел при жп гарата, благоустроява се парк „Калето“ и са построени първите две светофарни уредби в града. Зелените площи достигат 450 дка. Ежегодно се извършва кампания за събаряне на незаконно построените гаражи и постройки на територията на града. Организирано се провеждат мероприятия по хигиенизиране на жилищните райони, предприятията и учрежденията и са засадени няколко хиляди дръвчета и храсти.
Извършват се изменения и подобрения и в търговската мрежа – открити са нови обекти: магазини за хранителни стоки, плодове и зеленчуци; павилиони; преустройват се ресторанти. Планът по стокооборота се изпълнява, подобрява се снабдяването, построени са три нови супермаркета. Все още съществува недостиг на месо и млечни произведения, шоколадови изделия, захар, безалкохолни напитки, бира и промишлени стоки. Не са достатъчни заведенията за обществено хранене – гостилници и закусвални, не е богат асортимента на ястията. Затруднения има в снабдяването със зеленчуци, хляб и хлебни изделия. Не се изучава потребителското търсене, гражданите не се обслужват културно, в крайните квартали вечер се образуват опашки за хляб.
В Комунално-битовото обслужване се разширява мрежата и обхвата на услугите, подобрява се качеството им, разкриват се нови услуги в ТПК „Септември“, Телевизионни и радиосервизи, Сложна битова техника и Химическо чистене. Планът се преизпълнява, има ръст в обема на извършените услуги на гражданите. С нови игри са обогатени детските кътове в парковете на града. Има забавяне на услугите, не винаги качеството на извършването им е добро.
В транспорта се увеличава броя на автобусите и на превозените пътници, но остават все още необхванати новите квартали на града. За подобряване на транспортните връзки с околните градове са изградени околовръстен път и входни артерии от София и Видин. Осъществена е автоматична телефонна връзка със София и окръжните градове (1975 г.)
В областта на образованието и културата са открити: СПТУ по облекло и обувки и Шесто основно училище (1975 г.); Целодневни детски градини № 1 и № 5 (1971 и 1975 г.). През 1972 г. се поставя начало на организирано посрещане на Нова година на площад „Алеко Константинов“, създадена е окръжна художествена галерия „Кирил Петров“ (1974 г.), за първи път са проведени културни празници в града (1976 г.).
На заседание на ИК на ГНС през м. април 1978 г. Стеафн Кънчев е освободен от длъжността председател на ИК поради избирането му за първи секретар на ГК на БКП – Михайловград и на негово място е избран Благой Чубриев.